# Trommelvlies
Het trommelvlies (latijn: membrana tympani) is een membraan in het oor van zoogdieren, waaronder de mens, waarmee het oor geluid opvangt en doorgeeft aan de gehoorbeentjes. Het trommelvlies bevindt zich aan het einde van de gehoorgang en vormt de overgang tussen het uitwendige oor en het middenoor.
De verdere bouw en werking van het gehoororgaan wordt beschreven in het artikel oor.

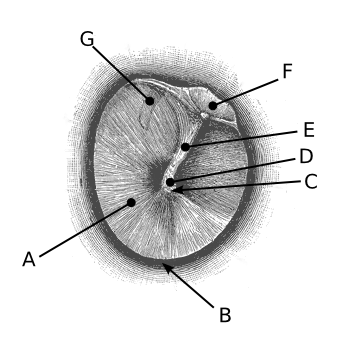
Anatomie van het (rechter)trommelvlies:
A - pars tensa
B - anulus fibrosus
C - umbo
D,E - hamer
F - pars flaccida
G - stijgbeugel

## Anatomie van het trommelvlies
Het trommelvlies bestaat uit twee gedeelten, een pars tensa en een pars flaccida. Beide bestaan uit drie cellagen. Bij de pars flaccida is de middelste cellaag echter minder georganiseerd, waardoor het slapper is dan de pars tensa.
Het trommelvlies heeft een conische vorm, waarbij de umbo (navel) het diepste punt vormt, vanaf de buitenkant gezien. Vanaf de umbo verschijnt de weerkaatsing van het licht van de otoscoop waarmee het oor bekeken wordt, de zogenaamde lichtreflex.
Het trommelvlies gaat via de anulus fibrosus aan de rand over in de huid van de gehoorgang.

## Aandoeningen van het trommelvlies
In het trommelvlies kan een cholesteatoom of tympanosclerose ontstaan.
Door veel verschillende oorzaken (hard geluid, drukverschillen zoals bij duiken, vreemde voorwerpen in de gehoorgang, kan het trommelvlies geperforeerd raken (zie afb. hieronder). Een perforatie herstelt doorgaans, mits de juiste voorzorgsmaatregelen zijn genomen, binnen enkele weken tot maanden. Operatieve sluiting kan in sommige gevallen nodig zijn.
Ontsteking van het trommelvlies wordt myringitis genoemd.
Bij een middenoorontsteking kan zoveel druk ontstaan in het middenoor dat het trommelvlies scheurt. Er ontstaat dan een loopoor.

## Schoonmaken
Het trommelvlies is zeer gevoelig; aanraking is pijnlijk. Het schoonmaken van de gehoorgang op grotere diepte dan dat met de punt van een handdoek mogelijk is, moet daarom worden ontraden. Wattenstaafjes zijn niet effectief. Ze lijken weliswaar steeds bruin oorsmeer uit de gehoorgang te halen maar het al aanwezige oorsmeer wordt ook dieper naar binnen geduwd. Het is beter om alleen de buitenzijde van de oorschelp schoon te maken. Ook oordopjes die gebruikt worden voor de nachtrust kunnen bij verkeerd of langdurig gebruik voor problemen zorgen. Oorsmeer wordt in dit geval ook dieper naar binnen geduwd.
Als toch oorsmeer of een vreemd lichaam uit de gehoorgang verwijderd moet worden, dan kan het oor door een arts of doktersassistente worden uitgespoten, of met een speciaal cerumenhaakje worden verwijderd. Bij uitspuiten moet er op worden gelet dat de waterstraal altijd in de richting van de achterwand van de gehoorgang wordt gespoten en zeker niet rechtstreeks in de richting van het trommelvlies.

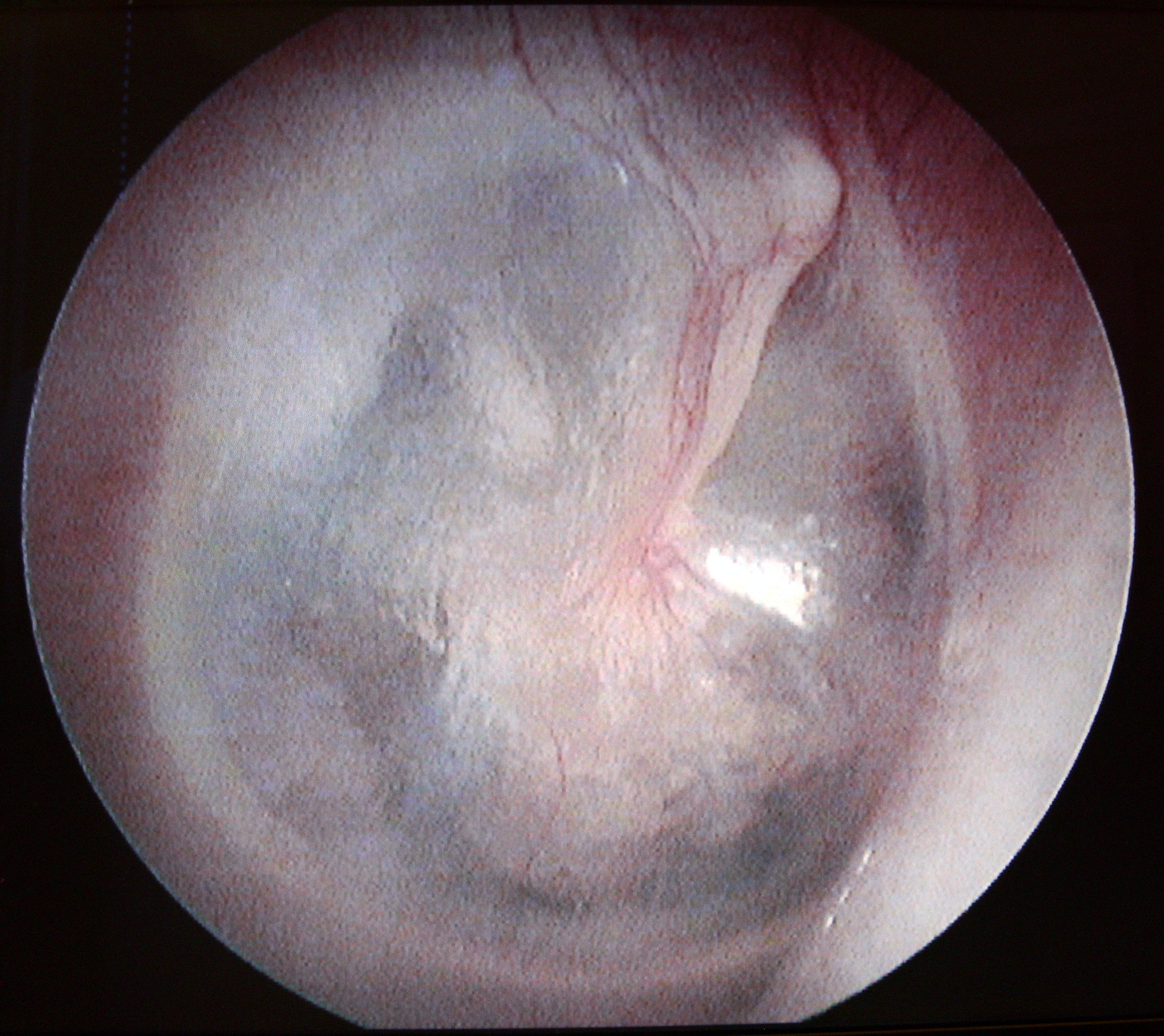
Normaal trommelvlies (van rechteroor)
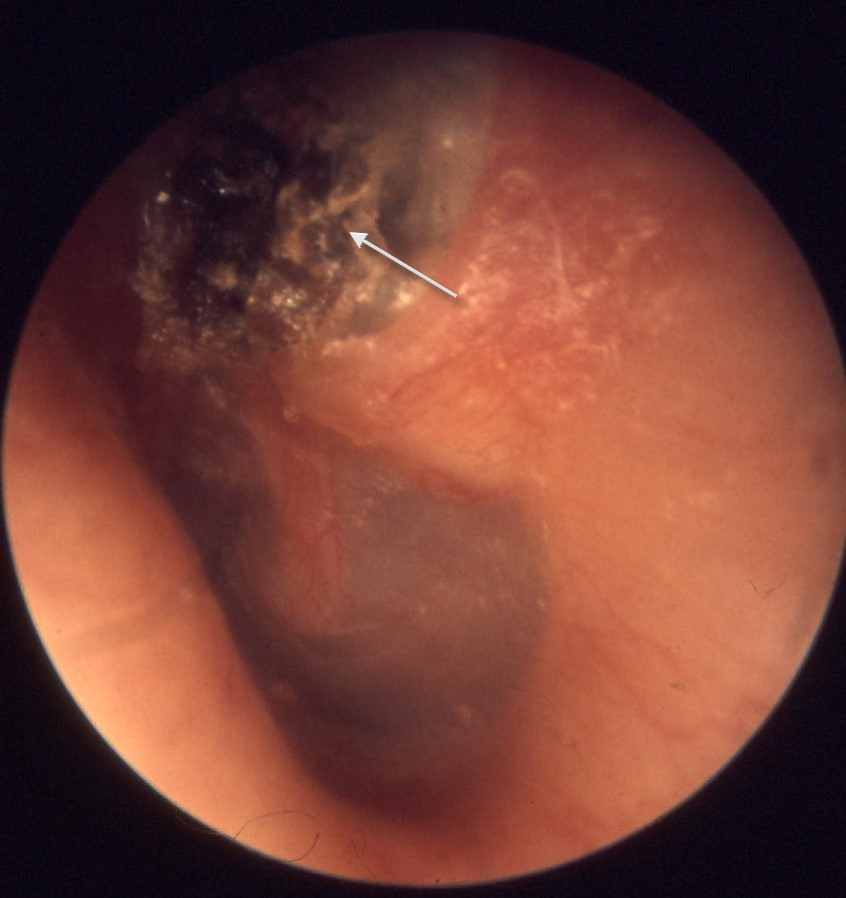
Cholesteatoom
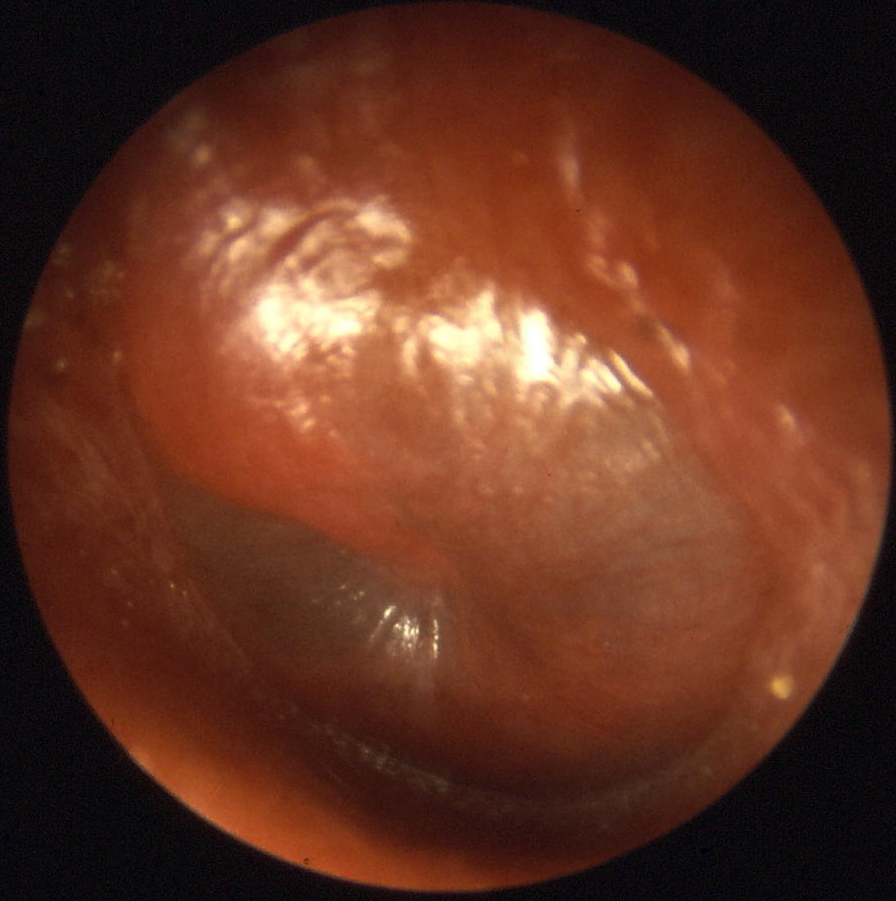
Bol trommelvlies dat op het punt staat te perforeren
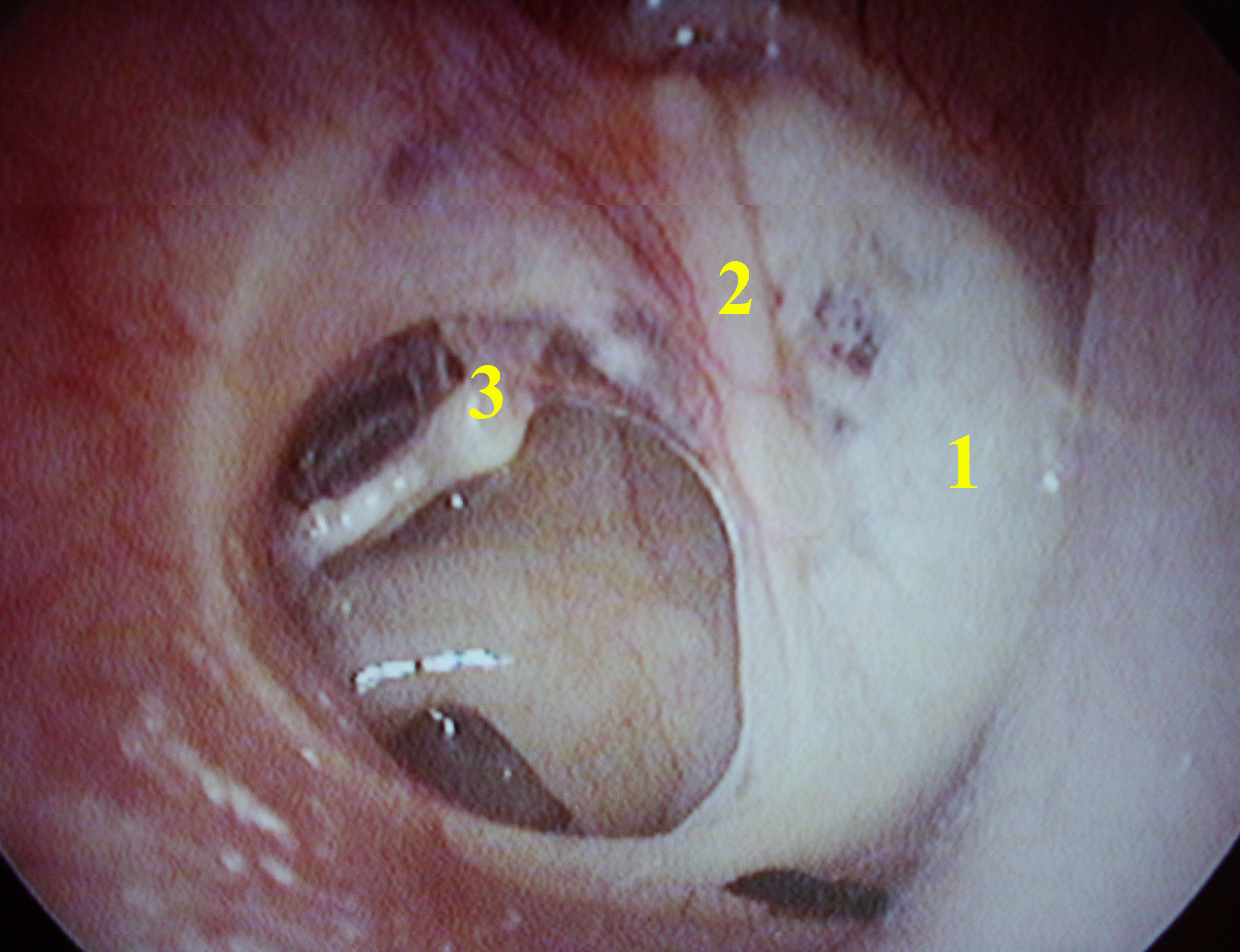
Geperforeerd trommelvlies (van linkeroor): 1 - Tympanosclerose, 2 - Hamer, 3 - bovenkant van stijgbeugel